# Fort/Cass (Detroit People Mover)
Fort/Cass es una estación del Detroit People Mover localizada en las calles Fort y Cass en Detroit, Míchigan. Es administrada por el Departamento de Transporte de Detroit fue inaugurada en 1987. 

## Descripción
La estación Fort/Cass cuenta con 1 plataforma lateral. En sus inmediaciones se encuentra la Iglesia Presbiteriana de Fort Street y la sede de los diarios Detroit Free Pres y The Detroit News. En su interior se encuentra el mosaico Art Fort Cass por la artista Farley Tobin.